# 托訥雷斯河
46°27′50″N 7°06′18″E / 46.463851°N 7.105025°E

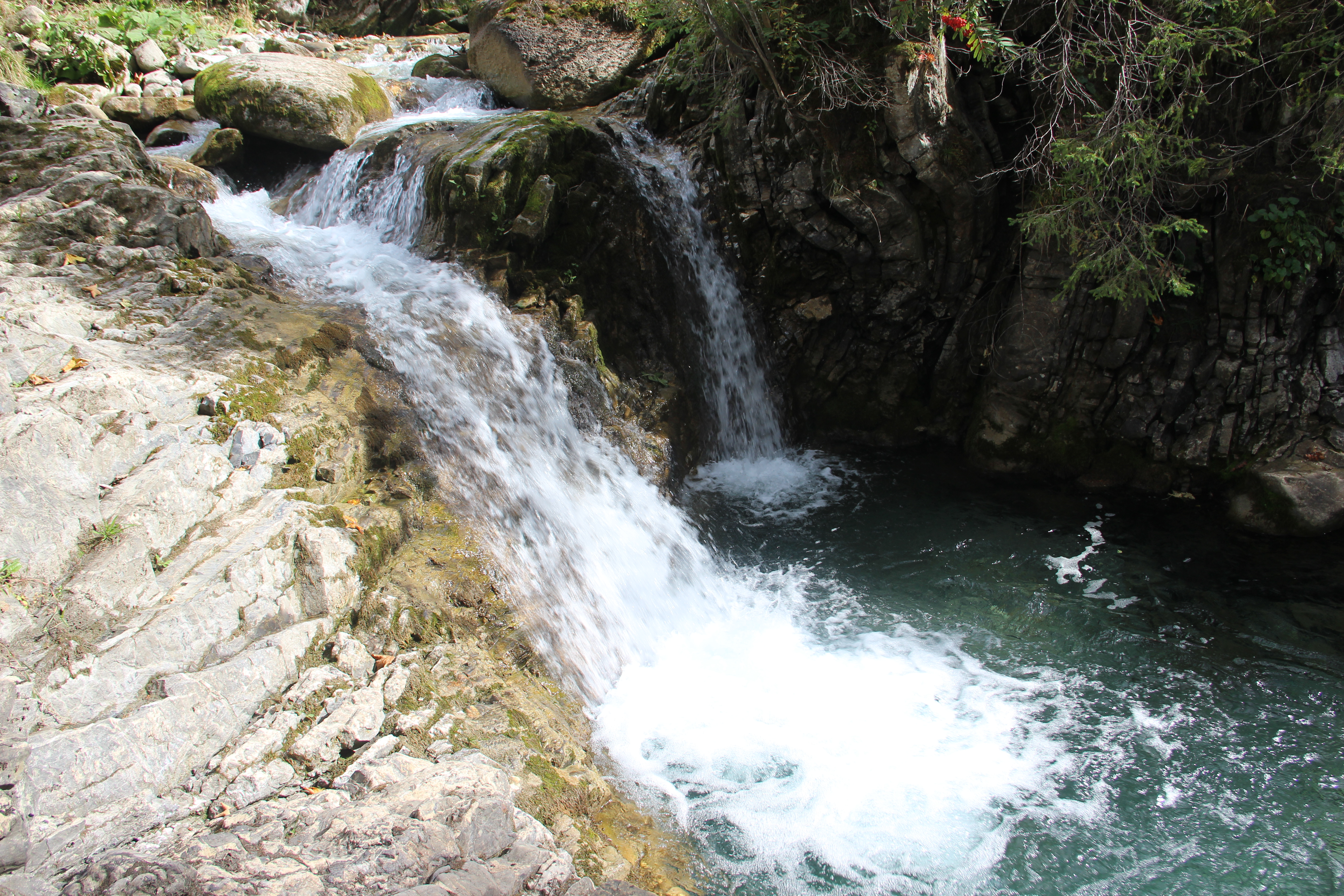

托訥雷斯河是瑞士的河流，位於該國西部，流經沃州，屬於薩訥河的左支流，河道全長14公里，流域面積47平方公里，河畔城鎮有厄堡。